# باشگاه فوتبال چرچیل برادرز
باشگاه فوتبال چرچیل برادرز (انگلیسی: Churchill Brothers S.C.) یک باشگاه فوتبال از هند است که در شهر پانجی ایالت گوا قرار دارد.